# カールル・イェッセン
カールル・ペトローヴィチ・イェッセン（ロシア語: Карл Петро́вич Ие́ссен カールル・ピトローヴィチュ・イェーッスィェン、1852年6月30日 - 1918年11月30日）は、ロシア帝国の海軍軍人である。デンマーク系。日露戦争ではウラジオストク巡洋艦隊を率いて通商破壊戦を行ったが、蔚山沖海戦で敗れた。

## 経歴

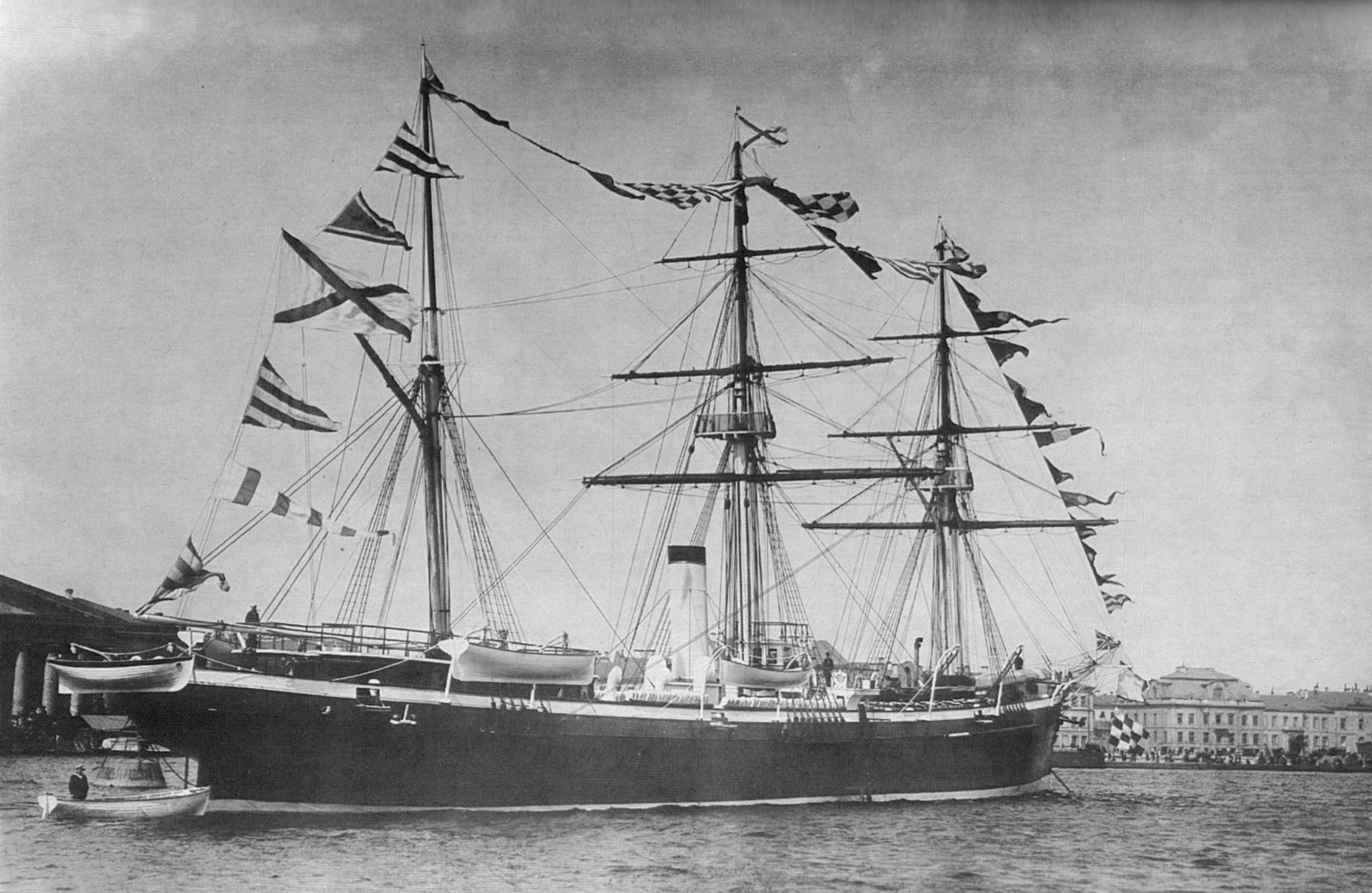
巡洋艦「アジア」。

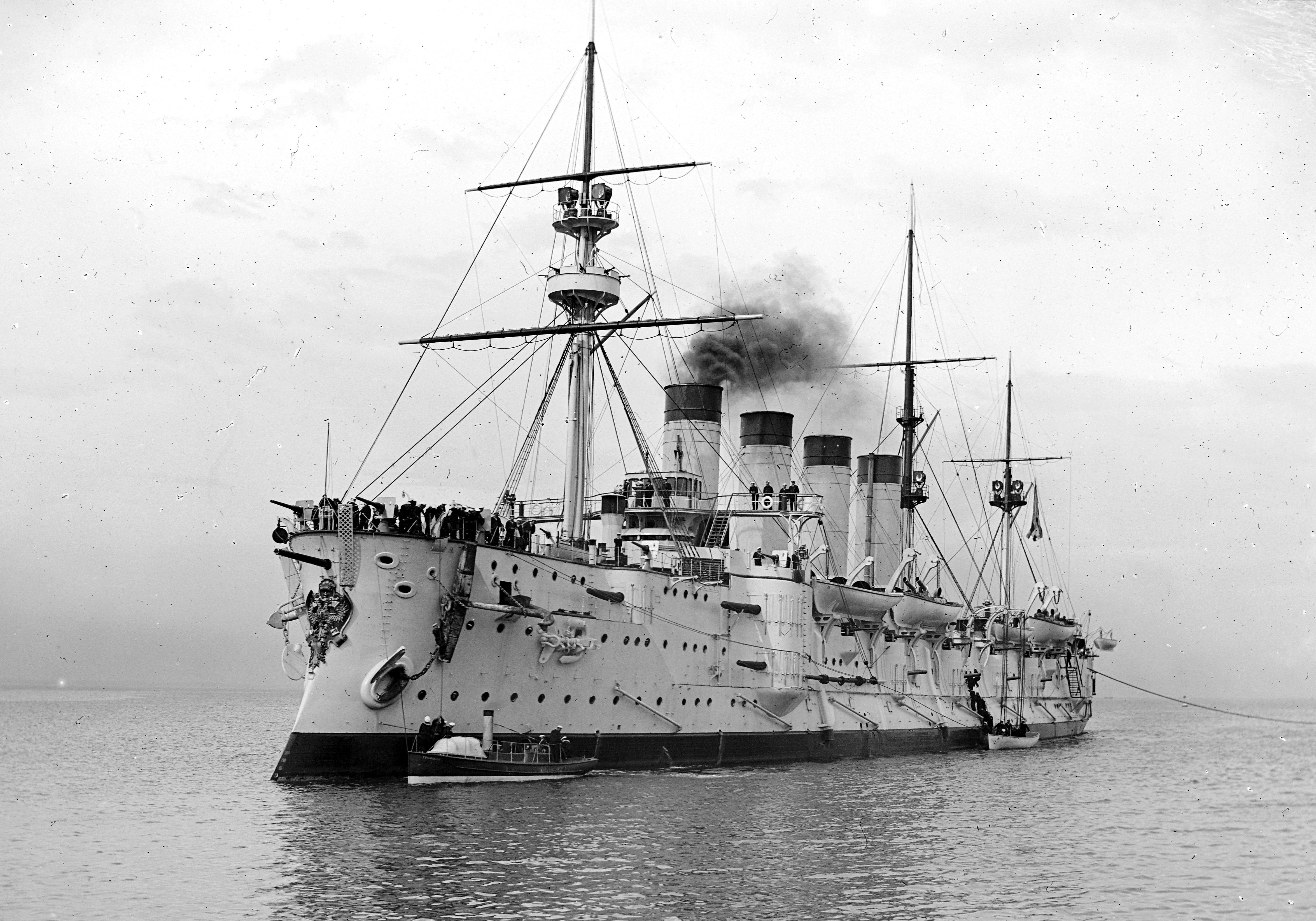
回航途中の 1 等巡洋艦「グロモボーイ」。

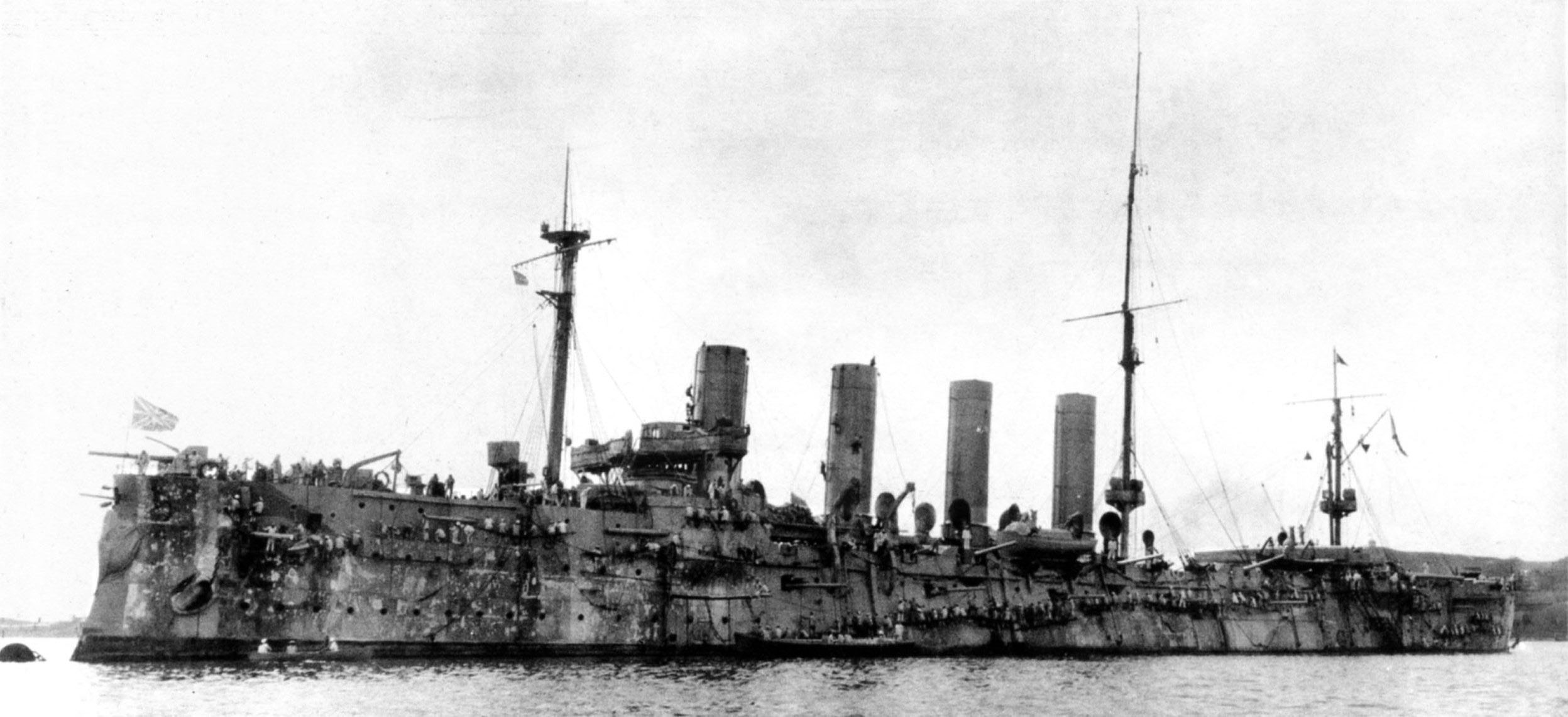
蔚山沖海戦後の 1 等巡洋艦「ロシア」。

ロシア帝国支配下のラトビアに生まれた。1869年、海軍士官学校に入学、水雷科や砲術の教育を受けた。1890年に黒海艦隊の水雷艇「アードレル」艦長を皮切りに、蒸気船「ネヴァ」、 2 等巡洋艦「アジア」艦長を歴任した。1897年、 1 等佐官に昇進した。1898年、新造され太平洋に回航される 1 等巡洋艦「グロモボーイ」艦長として極東に赴任した。
日露戦争勃発直前の1904年2月に海軍少将に昇進し、旅順港にある第1太平洋艦隊副司令長官及び巡洋艦隊司令官に任命される。開戦後、ステパン・マカロフ司令長官によりウラジオストクにある 4 隻の 1 等巡洋艦を基幹とする巡洋艦隊司令官に任じられ、旗艦「ロシア」に着任した。
3月末に砕氷艦を使い出港が可能になると、ウラジオストクを根拠地に朝鮮半島沿岸の日本海から太平洋方面にかけての広い海域で精力的に通商破壊戦を繰り広げた。日本陸軍の輸送船や商船を次々と撃沈し、対馬にまで出撃したときには日本の砲艦2隻を撃沈した。3月末、瓜生外吉少将率いる巡洋艦隊と交戦し互いに損害を出すが、勝敗はつかなかった。この戦功により第四等聖ゲオルギー勲章を受章。しかし同時に極東総督エヴゲーニイ・アレクセーエフにより一日の行程範囲外への出撃を禁止された。
旅順艦隊が黄海海戦に敗れた 4 日後の1904年8月14日、蔚山沖海戦で日本海軍第二艦隊（艦隊司令官上村彦之丞中将）と交戦、 1 等巡洋艦「リューリク」を失った。しかし「リューリク」救出を諦めなかったため敵将や自軍から賞賛を受けた。この戦闘で艦隊主力であった 1 等巡洋艦がすべて大きな損傷を受けたため、ウラジオストク艦隊は半年以上活動ができなくなった。旅順陥落後の翌年1月2日に、壊滅状態の第1太平洋艦隊巡洋艦隊司令官に任命された。6月には、ウスリー河川艦隊に転属した。
終戦後、第2太平洋艦隊と逆のコースで太平洋からバルト海への回航を行った。1906年、敗戦の責任を負わされ左遷されたが、海軍長官の交代により1908年に名誉を回復されてバルト海艦隊副司令官に任官した。しかし翌1909年にニコライ・フォン・エッセンがバルト海艦隊司令官に就任すると、海軍中将を以て退役した。その後はリガでドイツ系企業の造船所監督を務め、1913年にはノヴィーク級駆逐艦建造を請け負った。
サンクトペテルブルクで死去した。